# نرجس طويل العنق
النرجس طويل العنق نوع نباتي يتبع جنس النرجس من الفصيلة النرجسية. ينمو النبات من بصلة شتوية مبكرة معمرة.

## الموئل والانتشار
يعد النرجس طويل العنق متوطنًا في إسبانيا.